# Singular (Computeralgebrasystem)
Singular (Eigenschreibweise: Singular) ist ein Computeralgebrasystem für polynomiale Berechnungen
mit Schwerpunkt auf den Gebieten kommutative Algebra, algebraische Geometrie und Singularitätentheorie. Es enthält eine intuitive C-ähnliche Programmiersprache mit verschiedenen Datentypen für das Rechnen in Polynomringen. Dies ermöglicht dem Benutzer, eigene Bibliotheken zu schreiben. Das Softwarepaket enthält eine Vielzahl solcher Bibliotheken für verschiedene Anwendungen. Elementare Algorithmen sind aus Effizienzgründen im Singular-Kernel in C++ oder C implementiert.
Singular wird beim Fachbereich Mathematik der Technischen Universität Kaiserslautern unter der Leitung von Wolfram Decker, Gert-Martin Greuel, Gerhard Pfister und Hans Schönemann entwickelt und steht unter der freien GNU General Public License.
Dabei ist es für die meisten Hard- und Softwareplattformen verfügbar, neben verschiedenen Unix-Varianten wie Linux und macOS auch für Windows (mittels Cygwin oder Virtualisierung).